# Rita Wilden
Rita Wilden, född den 9 oktober 1947 i Leipzig, Tyskland, är en västtysk före detta friidrottare inom kortdistanslöpning.
Hon tog OS-silver på 400 meter vid friidrottstävlingarna 1972 i München. 